# (533209) 2014 DR143
(533209) 2014 DR143 est un objet transneptunien, classé comme plutino et une planète naine potentielle.